# Uppingham
Uppingham est une ville du Rutland, en Angleterre. Elle est située sur la route A47 entre Leicester et Peterborough, à environ 9 km au sud d'Oakham. Au moment du recensement de 2011, elle comptait 4 745 habitants.

## Histoire
En 1876, l'école de la ville dans sa totalité – 300 garçons, 30 professeurs et leurs familles – est allée s'installer pour quatorze mois à l'Hôtel Cambrian dans le village de Borth pour éviter une épidémie de fièvre typhoïde,.